# Puikujaure (Karesuando socken, Lappland, 764882-169284)
Puikujaure är en sjö i Kiruna kommun i Lappland och ingår i Torneälvens huvudavrinningsområde. Sjön har en area på 0,423 kvadratkilometer och ligger 686 meter över havet. Puikujaure ligger i Torne och Kalix älvsystem Natura 2000-område.

## Delavrinningsområde
Puikujaure ingår i det delavrinningsområde (764729-169301) som SMHI kallar för Utloppet av Rauskajaureh. Medelhöjden är 739 meter över havet och ytan är 15,94 kvadratkilometer. Det finns inga avrinningsområden uppströms utan avrinningsområdet är högsta punkten. Rauskasjoki som avvattnar avrinningsområdet har biflödesordning 3, vilket innebär att vattnet flödar genom totalt 3 vattendrag innan det når havet efter 550 kilometer. Avrinningsområdet består mestadels av kalfjäll (93 procent). Avrinningsområdet har 1,19 kvadratkilometer vattenytor vilket ger det en sjöprocent på 7,4 procent.